# أريدك (أغنية بوب ديلان)
أريدك (بالإنجليزية: I Want You)‏ أغنية سجلها بوب ديلان عام 1966. تم تسجيل الأغنية في الساعات الأولى من صباح يوم 10 مارس 1966، وكانت آخر أغنية تم تسجيلها لألبوم ديلان المزدوج بلوند أون بلوند Blonde on Blonde. تم إصدارها كأغنية فردية في يونيو، قبل وقت قصير من إصدار الألبوم.
كانت هناك ثلاث تجارب كاملة لأغنية «أريدك»، تم اعتماد التجربة الثالثة النهائية واضيف عليها قطعة عزف جيتار ليصبح الناتج هو الشريط «الماستر» المعتمد. تم إصدار جلسة التسجيل بالكامل في عام 2015، في إصدار جامع مكون من 18 قرصًا مضغوط لتسجيلات بوب ديلان من 1965–1966.
قام ديلان بأداء أغنية «أريدك» كأغنية هادئة خلال جولته العالمية عام 1978، بنفس طريقة غنائها في ألبوم «بوب ديلان في بادوكان Bob Dylan at Budokan» الصادر 1979، كما قام ديلان باعادة النظر في الأغنية واسلوب غنائها في عام 1987 في جولة مشتركة مع فريق «غريتفول ديد»، وصدرت هذه النسخة في عام 1989 في ألبوم «ديلان والديد Dylan and the Dead».

## الأغنية على القوائم العالمية
رصدت مجلة بيلبورد إصدار «أريدك» في عددها الصادر في 25 يونيو 1966، وتوقعت أن تصل الأغنية إلى منطقة أفضل 20 أغنية. دخلت الأغنية قائمة بيلبورد هوت 100 في 2 يوليو 1966 إلى المركز 90، وكان أعلى صعود للأغنية إلى المركز 20 بتاريخ 30 يوليو 1966.
دخلت الأغنية إلى قائمة الكاش بوكس Cash Box إلى المركز 59 في 2 يوليو 1966، وارتفع ببطء، وبلغت ذروتها إلى رقم 25 في 6 أغسطس. كانت الأغنية أيضًا نجاحًا كبيرًا في المملكة المتحدة، حيث بلغت ذروتها في المرتبة 16.

## نسخ مختلفة لأغنية ديلان
حسب موقع «سكند هاند سونجز SecondHandSongs»، غنى أغنية «أريدك» 71 فنان ما بين عام 1966 وعام 2019،
من أشهر من قام بأداء الأغنية بعد ديلان:
- شير (البوم شير عام 1966)[14]
- المغنية الفرنسية ماري لافوري Marie Laforêt (البوم «لتكون لك» عام 1969)[15][16]
- فريق الهوليز The Hollies (البوم الهوليز يغنون ديلان عام 1969)[17]
- بروس سبرنجستين Bruce Springsteen (تسجيل حي 1975)
- الفرنسي فرانسيس كابريل Francis Cabrel (في البوم الهدف من الجنة: أو بوب ديلان إعادة النظر عام 2012)[18]
- على كامبل مغني فريق يو بي UB40 السابق (البوم سيلوت عام 2014)[19]

## كلمات الأغنية
يتنهد متعهد دفن الموتى المذنب The guilty undertaker sighs
صرخات طاحونة الأعضاء الوحيدة The lonesome organ grinder cries
يقول الساكسفون الفضي أنني يجب أن أرفضك The silver saxophones say I should refuse you
الأجراس المتصدعة والأبواق المغسولة The cracked bells and washed-out horns
تنفخ في وجهي باحتقار Blow into my face with scorn
لكن الأمر ليس بهذه الطريقة But it's not that way
أنا لم أولد لأفقدك I wasn't born to lose you
أريدك أريدك I want you, I want you
أريدك بشدة I want you so bad
عزيزتي اريدك Honey, I want you
السياسي المخمور يقفز The drunken politician leaps
في الشوارع حيث تبكي الأمهات Upon the streets where mothers weep
والمنقذين الذين يغطون في النوم And the saviors who are fast asleep
إنهم ينتظرونك They wait for you
وأنا أنتظر منهم المقاطعة And I wait for them to interrupt
أنا أشرب من كوبي المكسور Me drinkin' from my broken cup
ويطلب مني فتح البوابة لك And ask me to open up the gate for you
أريدك أريدك I want you, I want you
نعم، أريدك بشدة Yes, I want you so bad
عزيزتي اريدك Honey, I want you
الآن ابواي، قد هبطوا Now my fathers, they've gone down
الحب الحقيقي كانوا بدونه True love they've been without it
ولكن كل بناتهن اهملوني But all their daughters put me down
لأنني لا أفكر في ذلك Cause I don't think about it'
حسنًا، أعود إلى ملكة البستوني Well, I return to the Queen of Spades
وأتحدث مع خادمتي And talk with my chambermaid
إنها تعرف أنني لا أخشى أن أنظر إليها She knows that I'm not afraid to look at her
هي جيدة بالنسبة لي She is good to me
ولا يوجد شيء لا تراه And there's nothing she doesn't see
إنها تعرف أين أود أن أكون She knows where I'd like to be
لكن لا يهم But it doesn't matter
أريدك أريدك I want you, I want you
نعم، أريدك بشدة Yes, I want you so bad
عزيزتي اريدك Honey, I want you
الآن طفلك الراقص ببدلته الصينية Now your dancing child with his Chinese suit
لقد تحدث معي، أخذت منه الناي He spoke to me, I took his flute
لا، لم أكن لطيفًا جدًا معه، أليس كذلك؟ No, I wasn't very cute to him, was I
لكنني فعلت ذلك لأنه كذب But I did it because he lied
لأنه أخذك في جولة Because he took you for a ride
ولأن الوقت كان في جانبه And because time was on his side
ولأنني... And because I
اريدك اريدك Want you, I want you
نعم، أريدك بشدة Yes, I want you so bad
عزيزتي اريدك Honey, I want you

## تفسير الأغنية
كتب موقع «تحليل أغنية بوب ديلان Bob Dylan Song Analysis»: «متعهد دفن موتى مذنب، ساكسفون يتكلم، أمهات يبكين، فنجان مكسور، وقبل كل شيء ملكة البستوني الغامضة! كابوس سريالي؟ لا، لكنها ليست فقط أغنية الحب التي يتضمنها العنوان. إنها تهافت الراوي الواضح للرومانسية هو في الحقيقة رغبة لشيء أكثر روحانية».
كتب موقع «معاني الأغنية Song meanings»: الأغنية من أربع مقاطع: الأول عن شخص في جنازة شريكته، انه رجل يفقد زوجته ويصبح أرمل. الثاني عن جندي تم إرساله إلى حرب ليس لها هدف، أرسله سياسي مخمور يلعب بقلوب أمهات الجنود. والثالث عن عدم قدرة الرجل على الحب بنفس طريقة المرأة، وزواج مرتب بلا حب أو امرأة مرحة لا تستحق الرجل، لكنه عالق. فيعود إلى خادمة غرفته. والرابع غيرة الشيخوخة أو الغيرة المعتادة، الناتجة عن شوق شديد لا يمكن إشباعه.
كتب موقع «انتولد ديلان Untold Dylan»: «الشخصيات أكثر من أن تعيش في ثلاث دقائق من الأغنية بشكل مريح، ولهذا السبب أبتعد عن التفسيرات التقليدية التي تنظر في المقام الأول إلى كلمات الأغنية».
كتب موقع "ليركس انتربرتيشان Lyric interpretations": "أعتقد أن هذه الأغنية تتماشى مع مغازلة زوجته سارة.

## وصلات خارجية
- أريدك (أغنية بوب ديلان) على موقع bobdylan
- أريدك (أغنية بوب ديلان) على موقع nytimes
- أريدك (أغنية بوب ديلان) على موقع albumoftheyear
- أريدك (أغنية بوب ديلان) على موقع americansongwriter